# Verão Azul
Verão Azul (no original espanhol Verano Azul) é uma série de televisão espanhola, produzida no início dos anos 80.

## Produção e transmissão
A série foi gravada durante 16 meses, entre finais de agosto de 1979 e dezembro de 1980 na localidade de Nerja. Estreou-se no canal espanhol TVE em 1981, tendo sido transmitidos 19 episódios.
Os episódios foram lançados para VHS, e mais tarde foram também lançados em DVD pela extinta editora New Age em 2 volumes, pela RTP Vídeos em parceria com a FILMS4YOU em 2 volumes também e pela editora Planeta Deagostini numa coleção de 19 fascículos.

### Portugal
Em Portugal, estreou na RTP1 no dia 11 de Setembro de 1982, na versão original com legendas em português. Dava aos sábados por volta das 13h até terminar, no dia 27 de Novembro de 1982. Regressa às quintas-feiras no dia 13 de Julho de 1983 no horário das 15h mas passa aos sábados pelas 14h nos dias 08-10-1983 e 15-10-1983. A partir de 22-10-1983 passa a ser transmitida aos domingos pelas 11:50h até terminar no dia a 20-11-1983.  
Em 4 de julho de 2009 e em 2011 foi repetida pela RTP Memória, devido ao seu sucesso nos anos 80. Mais tarde, a editora Planeta Deagostini de Portugal decidiu apostar em 2008 numa versão dobrada em português da série para DVD, com as vozes portuguesas de Sérgio Calvinho, Mário Bomba, Tiago Retré e Maria Camões . Foi feita também uma edição em 2 volumes pela extinta editora New Age e também uma edição feita pela RTP Vídeos em parceria com a FILMS4YOU em dois volumes também. 

## Sinopse
A série roda à volta de um grupo de amigos, que se junta durante as férias de verão na costa sul da Espanha. Ainda que não se mencione a dita localidade na série, esta é Nerja, província andaluza de Málaga
Diferentes idades, entre oito e os dezassete anos, aproximadamente, e dois adultos: uma pintora e um marinheiro aposentado. Muitas vezes, o bando resolve mistérios complicados.
A série também aborda temas como a adolescência, a ecologia, o namoro, a diferença de gerações, o álcool, drogas e tabaco.

## Elenco

### Principal
- Antonio Ferrandis... Chanquete, o velho marinheiro
- Miguel Joven... Tito, o mais jovem do grupo
- Pilar Torres... Bea, a irmã do Tito
- Juan José Artero... Javi, o líder do bando
- José Luis Fernández... Pancho García
- Miguel Ángel Valero... Piraña, colega do Tito
- Gerardo Garrido... Quique, o melhor amigo de Javi
- Cristina Torres... Desi, inseparável amiga de Bea
- María Garralón... Julia, uma pintora

### Secundário
- Manuel Tejada... Agustín, o pai da Bea e do Tito
- Elisa Montés... Carmen, a mãe da Bea e do Tito
- Manuel Gallardo... Javier, o pai do Javi
- Helga Liné... Luisa, a mãe do Javi
- Ofelia Angélica... Nati, a mãe do Piraña
- Manuel Brieva... Cosme, o pai do Piraña
- Fernando Sánchez Polack... Frasco, o dono do bar
- Roberto Camardiel... Epifanio, o presidente da localidade
- Lorenzo Ramírez... Floro, um agente de polícia da localidade
- Concha Leza... a mãe do Quique
- Fernando Hilbeck... Enrique, o pai do Quique
- Concha Cuetos... Pilar, a mãe da Desi
- Carlos Larrañaga... Jorge, o pai da Desi
- Esther Gala... Mari Luz, a tia da Desi